# 사자산문
사자산문(獅子山門) 또는 사자산파(獅子山派)는 신라 말기와 고려 초기에 성립된 선종 구산의 하나이다.
강원특별자치도 영월군 무릉도원면 사자산에 흥녕사지(興寧寺址)가 있다. 사자산문의 개산조는 철감 도윤(澈鑑 道允)국사라 하지만, 실제로는 그의 제자 징효 절중(澄曉 折中)에 의하여 사자산문의 교단이 형성되었다.
철감은 신라 원성왕 13년(798)에 태어나서 18세 때 황해도 귀신사(鬼神寺)에서 득도하고 헌덕왕 17년(825)에 입당, 남천보원(南泉普願)에게 사법하고 문성왕 9년(847)에 귀국하여 쌍봉사(雙峯寺)에 주하면서 종풍을 선양하였다.
이 사자산파의 제2조인 징효는 본래 화엄종 대덕 오관산사(五冠山寺) 진전(珍傳)에 의하여 득도한 사람인데 이 파에 들어온 것이다. 징효는 철감에게서 수법한 이후 지팡이와 바루만을 갖고 정처없이 방랑 수양하였다. 이를 본 전 국통 위공(威公)이 곡산사(谷山寺) 주지로 천거하였으나, 징효는 번거로운 도시 생활을 피하여 주지직을 사양하였다. 그 후 사자산 석운(釋雲)선사의 청에 의하여 사자산 흥녕원(興寧院)을 중사성(中使省)에 예속시켜 징효선사를 크게 도왔다. 징효의 문하에 여종(如宗) · 홍가(弘可) · 이정(理靖) · 지공(智空) 등 1,000여 인이 있어 유법을 계승하였다.
사자산파의 명승으로 개성 용암산 오룡사(五龍寺)에 법경(法鏡)대사가 있었는데 해동 사무외대사(四無畏大師)라는 별명을 받았다.

## 참고 문헌
- 이 문서에는 다음커뮤니케이션(현 카카오)에서 GFDL 또는 CC-SA 라이선스로 배포한 글로벌 세계대백과사전의 내용을 기초로 작성된 글이 포함되어 있습니다.